# Tamás Iváncsik

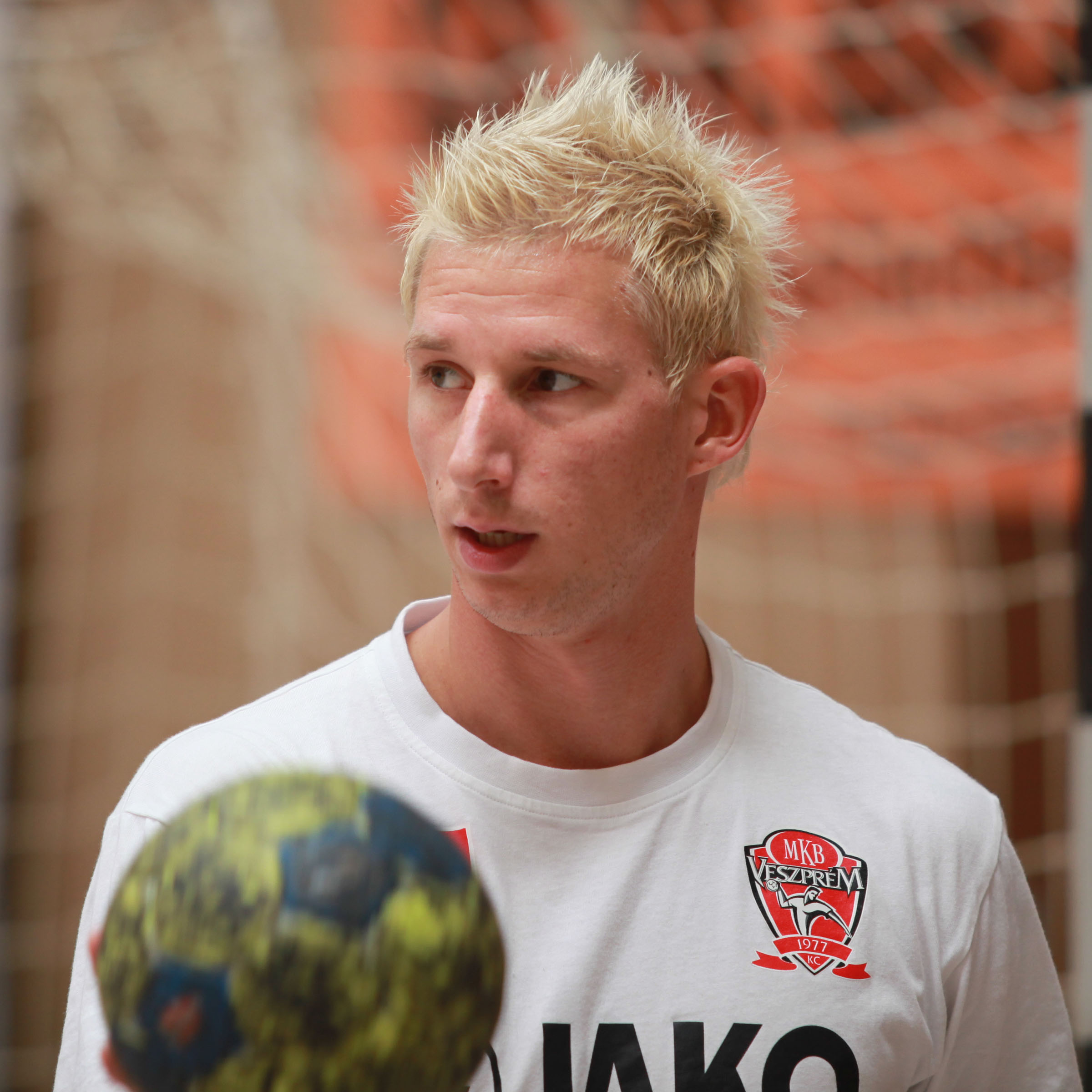
Tamás Iváncsik, 2009.

Tamás Iváncsik, född 3 april 1983 i Győr, är en ungersk tidigare handbollsspelare (högersexa). Han är yngre bror till handbollsspelaren Gergő Iváncsik.

## Klubbar
- Győri ETO KC (–2003)
- Tatabánya KC (2003–2006)
- Dunaferr SE (2006–2007)
- Veszprém KC (2007–2014)
- Balatonfüredi KSE (2014–2015)
- HC Minaur Baia Mare (2015–2016)
- Elverum Håndball (2016–2017)
- ETO-SZESE Győr FKC (2017–2019)
- Tatai AC (2019–2022)